# Alpinia siamensis
Alpinia siamensis är en enhjärtbladig växtart som beskrevs av Karl Moritz Schumann. Alpinia siamensis ingår i släktet Alpinia och familjen Zingiberaceae. Inga underarter finns listade i Catalogue of Life.